# Iolo Morganwg
Iolo Morganwg (o Morgannwg en la ortografía moderna; AFI /ˈjolo morˈganug/) era el nombre bárdico de Edward Williams (Pen Onn, Glamorgan, 10 de marzo de 1747 - 18 de diciembre de 1826), un importante anticuario, poeta y gran coleccionista galés. El nombre significa "Eduardo de Glamorgan" en idioma galés.

## Biografía
Edward Williams trabajó gran parte de su vida como cantero. Es recordado únicamente con el nombre de Iolo Morganwg, principalmente por su labor importante de recrear los rituales bárdicos modernos y su filosofía. Su profesor Bardo fue Siôn Bradford of Tir Iarll. Iolo se hizo público al revelar unas poesías hasta el momento desconocidas que eran obra de Dafydd ap Gwilym, generalmente considerado como uno de los grandes poetas galeses (1789). Esos poemas eran falsificaciones, pero tuvieron una gran atención crítica durante años. Su éxito le llevó a trasladarse a Londres, donde fundó una comunidad de bardos galeses, "Gorsedd", en una ceremonia de 1792 que tuvo lugar en Primrose Hill, Londres. En sus trabajos, proclamaba que una tradición ancestral druida había sobrevivido intacta en el País de Gales, desafiando la conquista romana, la cristianización, la persecución de los bardos por el Rey Eduardo I, y otras adversidades.
La filosofía de Iolo se puede contemplar como una fusión de influencias artúricas y cristianas,  un protorromanticismo comparable con el de William Blake o el poeta escocés James MacPherson. El entusiasmo revivido entre el lobby de anticuarios por todas las representaciones de la cultura Celta y de la herencia barda hicieron gran mella entre los poetas de lengua galesa. 
Como muchos de los poetas románticos, la adicción al láudano fue una nota a destacar a lo largo de su trayectoria, el cual le afectó mentalmente hacia el final de ella.
Iolo fue el autor de Druid's Prayer o Gorsedd prayer (Gweddi'r Derwydd o Gweddi'r Orsedd, en galés), lo cual se ha convertido en algo básico para los rituales de las tradiciones "gorseddau" y para el Neodruidismo. Su metafísica esboza una teoría sobre los "anillos de existencia concéntricos", procedentes del exterior de "Annwn" ("el otro mundo") y que pasan a través de "Abred" y "Ceugant" a "Gwynfyd" ("pureza" o "cielo").
Entre sus manuscritos, se hallan Cyfrinach Beirdd Ynys Prydain, o The Mystery of the Bards of the Isle of Britain (1829), un tratado sobre la métrica galesa. 
Una de las escuelas galesas de idiomas más importantes en Cowbridge, Ysgol Iolo Morgannwg, lleva ese nombre en su honor.